# 부착물
|                                           |
| 미국의 재산법                             |
| 미국법 시리즈                             |
| 재산 획득                                 |
| 증여 · 취득시효 · 채권양도                |
| 유실물                                    |
| 처분 · 위탁 · 허가                        |
| 재산권                                    |
| 완전 사유권 · 단순부동산권 · 한사부동산권 |
| 생애부동산권 · 조건부 부동산권            |
| 미래권리 · 부동산 공동소유                |
| 부동산임차권 · 연립주택                   |
| 토지권리의 양도 증서                      |
| 선의의 취득자 · 권원등기제도              |
| 양도증서에 의한 금반언 · 권리 포기서      |
| 임대차 · 형평법상 재산권의 이전           |
| 소유권부담제거소송 · 국가귀속             |
| 미래사용 제한                             |
| 양도제한                                  |
| 영구구속금지의 원칙                       |
| 쉘리사건의 원칙                           |
| 상속권원우선원칙                          |
| 비소유 토지권                             |
| 지역권 · 이익                             |
| 토지와 함께 이전하는 약관                 |
| 에퀴티상의 지역권                         |
| 관련 주제                                 |
| 부착물 · 훼손 · 분할                      |
| 용수권                                    |
| 측면‧지하지지권                           |
| 네모닷                                    |
| 미국법의 다른 영역                        |
| 계약법 · 불법행위법                       |
| 유언신탁법                                |
| 형법 · 증거법                             |

부착물(fixture)은 부동산에 보속되어 있거나 고정되어 있는 물건을 말한다.

## 미국의 부착물
영미법에서는 부착물(attachment) 또는 부속물(appurtenance)이라고도 불리거나 혹은 개량물(improvement)이라고도 한다. 토지와 함께 부동산의 일부분으로 여겨진다. 부동산이란 토지를 포함하여 토지와 연결되고 있거나(connected to), 토지와 접촉하고 있는(touching) 모든 것”을 가리키며 즉 물리적인 부동산 그 자체뿐만 아니라, 소유권으로부터 연유되는 모든 권리까지도 포함한다.

### 영업용 부착물
영국의 옛 관습법은 집주인들의 편이었지만 미국에서는 사업을 하는 가게 세입자를 위하여 소위 영업용 부착물(Trade Fixture)에 대한 예외를 두었다. 이것은 비록 시설물일지라도 세입자가 그것을 떼어 낼 수(remove) 있다면 그것은 세입자의 자산이라는 예외 사항이다. 이러한 예외 조항이 사업자가 아닌 세입자에게까지 확대되었다.
건물의 임대에 있어서 건물의 기능과 관계없이 임차자의 영업의 목적 또는 편의를 위하여 부동산에 부착한 동산으로 임대기간 만료후 이를 철거하여야 한다

## 같이 보기
- 첨부